# Dendrotrophe polyneura
Dendrotrophe polyneura är en tvåhjärtbladig växtart som först beskrevs av Hu Hsien-Hsu, och fick sitt nu gällande namn av D. D. Tao. Dendrotrophe polyneura ingår i släktet Dendrotrophe och familjen Amphorogynaceae. Inga underarter finns listade i Catalogue of Life.